# Adolphe Boschot
Adolphe Boschot, född 4 maj 1871 och död 1 juni 1955, var en fransk musikskriftställare och kritiker.
Boschot var från 1910 musikanmälare i Echo de Paris. Han skrev även en omfattande och livfull skildring av Hector Berlioz i arbetet Historie d'un romantique i tre band med delarna La jeunesse d'un romantique, Un romantique sous Louis-Philippe, samt Le crépuscule d'un romantique 1906-13. Verket baserade sig på dittills opublicerat material och vann flera priser.

## Utmärkelser
- Charles Blanc-priset,  1908
- Prix Montyon,  1913
- Charles Blanc-priset,  1920
- Broquette-Goninpriset i litteratur,  1939
- Kommendör av Hederslegionen
- Riddare av Leopoldsorden

[Redigera Wikidata]